# Laura Cerón
Laura Cerón (née le 28 septembre 1964 à Mexico, Mexique) est une actrice américaine. Elle est particulièrement connue pour son rôle de l'infirmière Chuny Marquez, qu'elle a incarné depuis 1995 dans la série Urgences - c'est un des six personnages apparus dans toutes les saisons de la série.

## Filmographie sélective
- 1992 : L'Œil public
- 1995-2009 : Urgences (TV
- 2000 : Les Anges du bonheur (TV)
- 2003 : Amy (TV)
- 2003 : La Vie avant tout (TV)
- 2004 : Criminal
- 2006 : Broken Circle
- 2009 : American Girls 5 (Bring It On: Fight to the Finish)
- 2014 : Major Crimes  (Saison 3: Episode 2)
- 2021 : Toujours là pour toi (Firefly Lane) (1 épisode)